# Dirk Balfoort
Dirk Balfoort (Utrecht, 1 januari 1858 - Den Haag, 24 januari 1921) was een Nederlands landmeter.
Hij werd geboren binnen het gezin van essayeur (keurder van edele metalen) Johannes Hendricus Balfoort en Johanna Cornelia Rutgers. Hij huwde in 1883 met Elisabeth Joanna van ’t Hul. Zoon Dirk Jacobus Balfoort werd violist en later adjunct-president van het Gemeentemuseum Den Haag . Zoon Co Balfoort werd acteur en tenor). Het gezin verhuisde in 1890 naar Pretoria als onderdeel van een Transvaalse legatie. Hij werd er regisseur en directeur van de rederijkerskamer Onze Taal. Hij was tevens componist en leider van het Hollandsche Mannenkoor aldaar. Hij was enige tijd in dienst van De Volksstem Maatschappij, die tevens een vestiging in Brussel had. Hij woonde enige tijd in die stad voordat hij naar Den Haag trok en in 1906 teruggenaturaliseerd werd tot Nederlander.
Hij werd begraven op Nieuw Eik en Duynen.
Enkele werken:
- Heilgroet aan Hare Majesteit Koningin Wilhelmina der Nederlanden bij hoogstderzelver troonsbestijging september 1898 (opus 31, uitgegeven in Pretoria); Balfoort zat in te commissie van de bijbehorende festiviteiten
- Die klub- of bondslied van die Pretoriase Rederykerskamer Onze taal. (opus 17, uitgegeven in Pretoria en Utrecht, 1893)
- Liever dood dan onderworpen.
- De Haringvisscher, opus 27, een cantate op tekst van Willem Josephus van Zeggelen